# Église collégiale de Belmont-sur-Rance
L'église collégiale Notre-Dame-de-l'Assomption de Belmont-sur-Rance est un édifice religieux située à Belmont-sur-Rance,  dans l'Aveyron en France.

## Localisation
L'église est située entre la rue de l'église et la rue du Cimetière à Belmont-sur-Rance, dans le département français de l'Aveyron.

## Historique
L'édifice est classé au titre des monuments historiques en 1929.

## Galerie

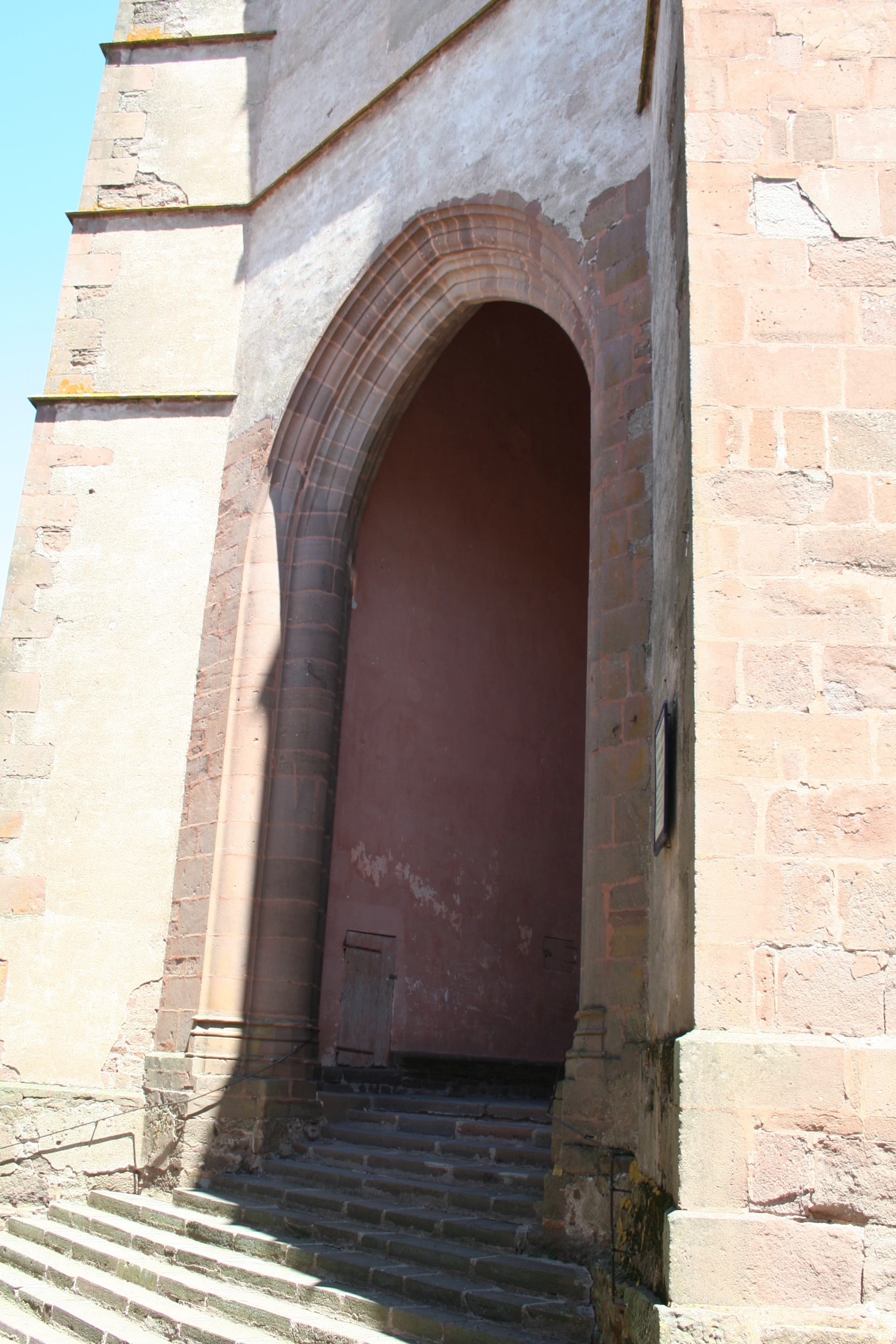
Porche.
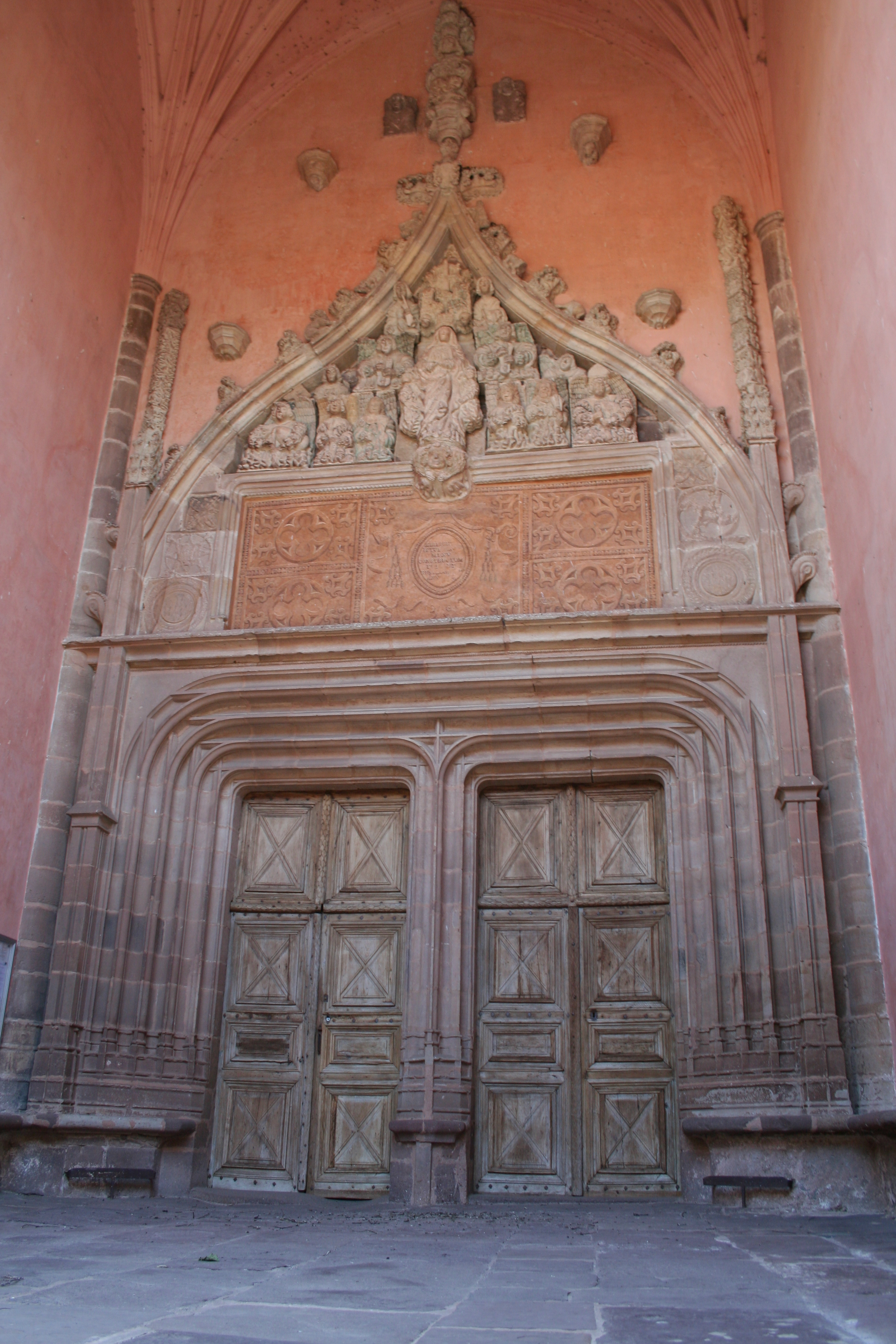
Portail.
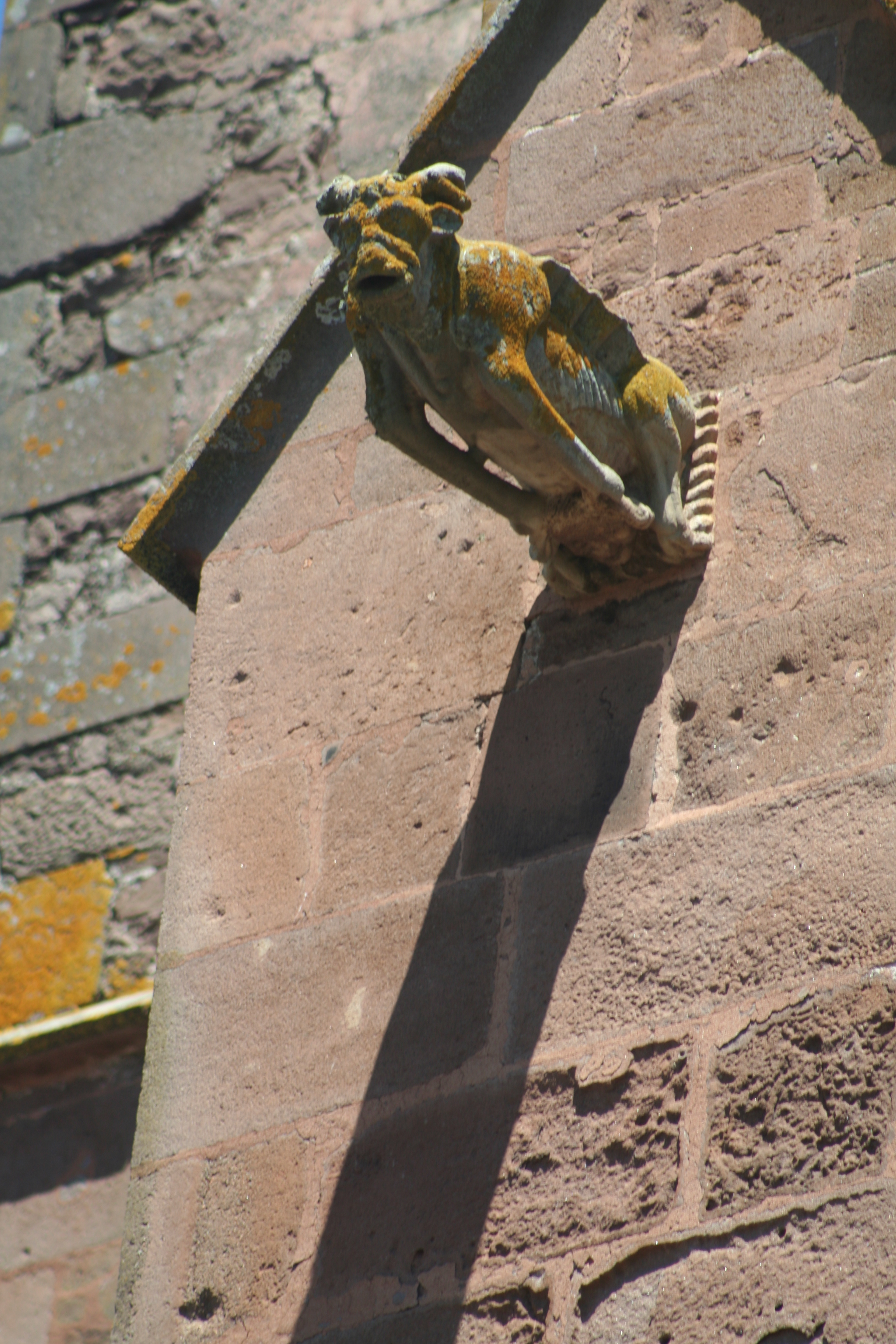
Gargouille.
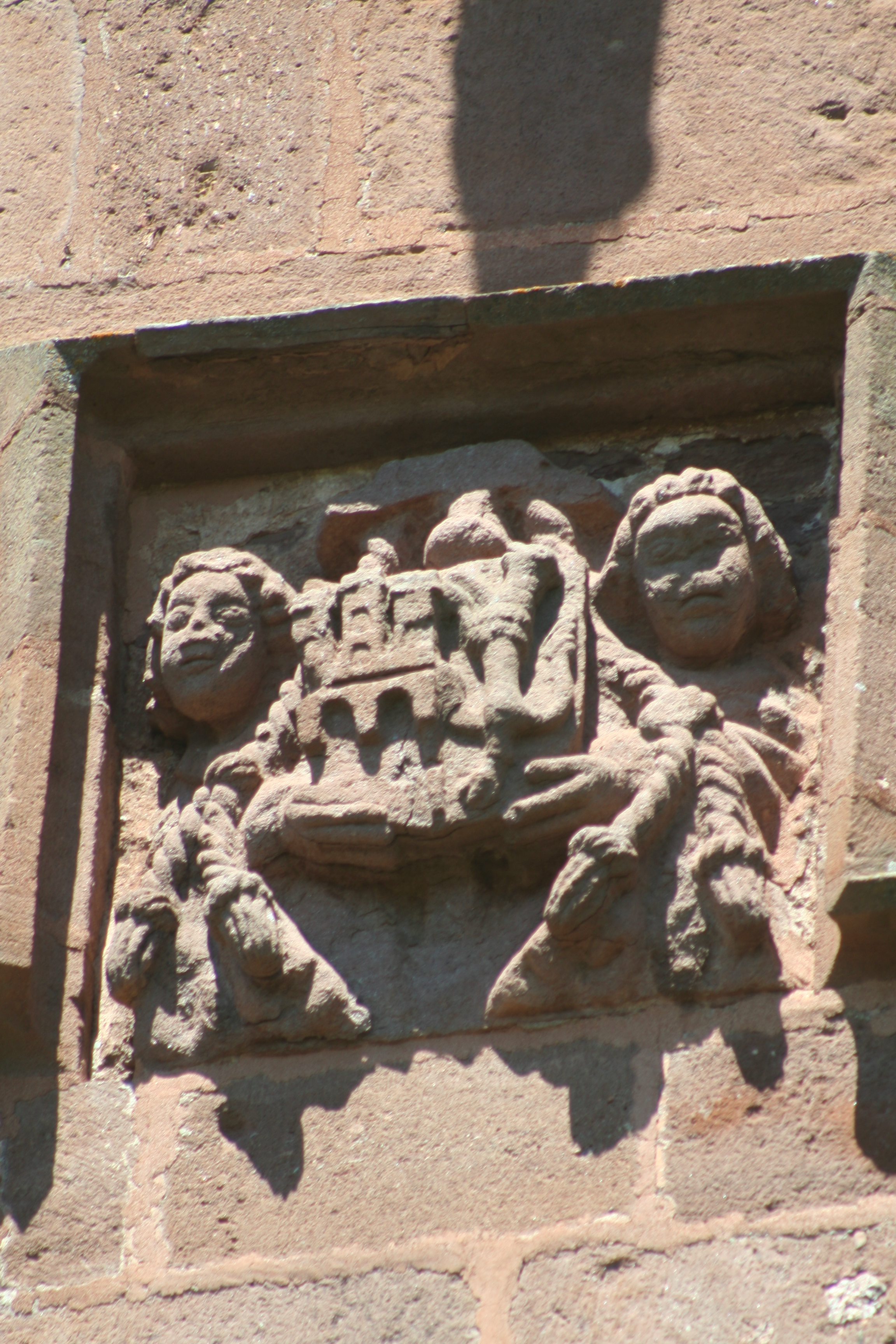
Armes.